# Contea di Qingfeng
La contea di Qingfeng (清丰县S) è una contea della Cina, situata nella provincia di Henan e amministrata dalla prefettura di Puyang.